# Mistrovství světa v basketbalu mužů 1990
11. mistrovství světa  v basketbale proběhlo ve dnech 8. – 19. srpna v Argentině.
Turnaje se zúčastnilo šestnáct týmů, rozdělených do čtyř čtyřčlenných skupin. Z každé skupiny postoupily nejlepší dvě mužstva do čtvrtfinále, které bylo rozděleno na dvě skupiny po čtyřech. První dva týmy z každé skupiny postoupily do semifinále, třetí a čtvrtý tým hrál o 5. – 8. místo. Týmy, které v základních skupinách skončily třetím až čtvrtém místě hrály o 9. - 16. místo. Titul mistra světa získal tým Jugoslávie.

## Výsledky a tabulky

### Základní skupiny

#### Skupina A
|    |            | PUR   | YUG   | VEN   | ANG   | V | P | Skóre   | B |
| 1. | Portoriko  | ***   | 82:75 | 88:74 | 78:75 | 3 | 0 | 248:224 | 6 |
| 2. | Jugoslávie | 75:82 | ***   | 92:84 | 92:79 | 2 | 1 | 259:245 | 5 |
| 3. | Venezuela  | 74:88 | 84:92 | ***   | 83:77 | 1 | 2 | 241:257 | 4 |
| 4. | Angola     | 75:78 | 79:92 | 77:83 | ***   | 0 | 3 | 231:253 | 3 |

#### Skupina B
|    |           | BRA     | AUS    | ITA     | CHN    | V | P | Skóre   | B |
| 1. | Brazílie  | ***     | 68:69  | 125:109 | 138:95 | 2 | 1 | 331:273 | 5 |
| 2. | Austrálie | 69:68   | ***    | 89:94   | 106:85 | 2 | 1 | 264:247 | 5 |
| 3. | Itálie    | 109:125 | 94:89  | ***     | 115:76 | 2 | 1 | 318:290 | 5 |
| 4. | Čína      | 95:138  | 85:106 | 76:115  | ***    | 0 | 3 | 256:359 | 3 |

#### Skupina C
|    |             | USA     | GRE     | ESP     | KOR     | V | P | Skóre   | B |
| 1. | USA         | ***     | 103:95p | 95:85   | 146:67  | 3 | 0 | 344:247 | 6 |
| 2. | Řecko       | 95:103p | ***     | 102:93  | 119:76  | 2 | 1 | 316:272 | 5 |
| 3. | Španělsko   | 85:95   | 93:102  | ***     | 130:101 | 1 | 2 | 308:198 | 4 |
| 4. | Jižní Korea | 67:146  | 76:119  | 101:130 | ***     | 0 | 3 | 244:395 | 3 |

#### Skupina D
|    |           | URS    | ARG   | CAN   | EGY    | V | P | Skóre   | B |
| 1. | SSSR      | ***    | 97:77 | 90:81 | 102:76 | 3 | 0 | 289:234 | 6 |
| 2. | Argentina | 77:97  | ***   | 96:88 | 82:65  | 2 | 1 | 255:250 | 5 |
| 3. | Kanada    | 81:90  | 88:96 | ***   | 83:68  | 1 | 2 | 252:254 | 4 |
| 4. | Egypt     | 76:102 | 65:82 | 68:83 | ***    | 0 | 3 | 209:267 | 3 |

### Čtvrtfinále

#### Skupina A
|    |            | YUG    | URS     | GRE    | BRA     | V | P | Skóre   | B |
| 1. | Jugoslávie | ***    | 100:77  | 77:67  | 105:86  | 3 | 0 | 282:230 | 6 |
| 2. | SSSR       | 77:100 | ***     | 75:57  | 110:100 | 2 | 1 | 262:257 | 5 |
| 3. | Řecko      | 67:77  | 57:75   | ***    | 103:88  | 1 | 2 | 227:240 | 4 |
| 4. | Brazílie   | 86:105 | 100:110 | 88:103 | ***     | 0 | 3 | 274:318 | 3 |

#### Skupina B
|    |           | PUR   | USA     | AUS   | ARG     | V | P | Skóre   | B |
| 1. | Portoriko | ***   | 81:79   | 89:79 | 92:76   | 3 | 0 | 262:234 | 6 |
| 2. | USA       | 79:81 | ***     | 79:78 | 104:100 | 2 | 1 | 262:259 | 5 |
| 3. | Austrálie | 79:89 | 78:79   | ***   | 95:91   | 1 | 2 | 252:259 | 4 |
| 4. | Argentina | 76:92 | 100:104 | 91:95 | ***     | 0 | 3 | 280:291 | 3 |

### Semifinále
| 17. srpna 1990 16:00 | Zpráva | Jugoslávie                 | 99 – 91 | USA         |  | Luna Park Buenos Aires Počet diváků: 7 000 Rozhodčí: Antônio Carlos Affini (BRA), Carl Jungebrand (FIN) |
| 17. srpna 1990 16:00 | Zpráva | Skóre po poločasech: 51:43 |         |             |  | Luna Park Buenos Aires Počet diváků: 7 000 Rozhodčí: Antônio Carlos Affini (BRA), Carl Jungebrand (FIN) |
| 17. srpna 1990 16:00 | Zpráva | Petrović 31                | Body    | Mourning 28 |  | Luna Park Buenos Aires Počet diváků: 7 000 Rozhodčí: Antônio Carlos Affini (BRA), Carl Jungebrand (FIN) |

| 17. srpna 1990 16:00 | Zpráva | Portoriko                  | 82 – 98 | SSSR          |  | Luna Park Buenos Aires Rozhodčí: Ray Hunt (AUS), Félix Fares (URU) |
| 17. srpna 1990 16:00 | Zpráva | Skóre po poločasech: 46:50 |         |               |  | Luna Park Buenos Aires Rozhodčí: Ray Hunt (AUS), Félix Fares (URU) |
| 17. srpna 1990 16:00 | Zpráva | É. de León 22              | Body    | Tichoněnko 23 |  | Luna Park Buenos Aires Rozhodčí: Ray Hunt (AUS), Félix Fares (URU) |

### Finále
| 19. srpna 1990 18:00 | Zpráva | SSSR                       | 75 – 92 | Jugoslávie |  | Luna Park Buenos Aires Počet diváků: 9 000 Rozhodčí: Antônio Carlos Affini (BRA), Vicente Sanchís (ESP) |
| 19. srpna 1990 18:00 | Zpráva | Skóre po poločasech: 34:52 |         |            |  | Luna Park Buenos Aires Počet diváků: 9 000 Rozhodčí: Antônio Carlos Affini (BRA), Vicente Sanchís (ESP) |
| 19. srpna 1990 18:00 | Zpráva | Vētra 15                   | Body    | Paspalj 20 |  | Luna Park Buenos Aires Počet diváků: 9 000 Rozhodčí: Antônio Carlos Affini (BRA), Vicente Sanchís (ESP) |

### O 3. místo
| 18. srpna 1990 16:00 | Zpráva | Portoriko                                      | 105 – 107 | USA | prodl. | Luna Park Buenos Aires Rozhodčí: Richard Steeves (CAN), Kostas Rigas (GRE) |
| 18. srpna 1990 16:00 | Zpráva | Skóre po poločasech: 43:58, 96:96 Prodl.: 9:11 |           |     | prodl. | Luna Park Buenos Aires Rozhodčí: Richard Steeves (CAN), Kostas Rigas (GRE) |
| 18. srpna 1990 16:00 | Zpráva | Piculín” Ortiz 25                              | Body      |     | prodl. | Luna Park Buenos Aires Rozhodčí: Richard Steeves (CAN), Kostas Rigas (GRE) |

### O 5. - 8. místo
| 17. srpna 1990 13:00 | Zpráva | Austrálie                  | 93 – 100 | Brazílie |  | Luna Park Buenos Aires Rozhodčí: Vicente Sanchís (ESP), Emilio Maceira (CUB) |
| 17. srpna 1990 13:00 | Zpráva | Skóre po poločasech: 48:45 |          |          |  | Luna Park Buenos Aires Rozhodčí: Vicente Sanchís (ESP), Emilio Maceira (CUB) |
| 17. srpna 1990 13:00 | Zpráva | Gaze 37                    | Body     | Oscar 52 |  | Luna Park Buenos Aires Rozhodčí: Vicente Sanchís (ESP), Emilio Maceira (CUB) |

| 17. srpna 1990 22:00 | Zpráva | Řecko                      | 81 – 78 | Argentina |  | Luna Park Buenos Aires Rozhodčí: Richard Steeves (CAN), Wiesław Zych (POL) |
| 17. srpna 1990 22:00 | Zpráva | Skóre po poločasech: 38:42 |         |           |  | Luna Park Buenos Aires Rozhodčí: Richard Steeves (CAN), Wiesław Zych (POL) |
| 17. srpna 1990 22:00 | Zpráva | Giannakis 36               | Body    | Uranga 20 |  | Luna Park Buenos Aires Rozhodčí: Richard Steeves (CAN), Wiesław Zych (POL) |

### O 5. místo
| 19. srpna 1990 15:00 | Zpráva | Brazílie                   | 97 – 94 | Řecko        |  | Luna Park Buenos Aires Rozhodčí: Jorge Morillo (ARG), Paolo Zanon (ITA) |
| 19. srpna 1990 15:00 | Zpráva | Skóre po poločasech: 55:55 |         |              |  | Luna Park Buenos Aires Rozhodčí: Jorge Morillo (ARG), Paolo Zanon (ITA) |
| 19. srpna 1990 15:00 | Zpráva | Oscar 44                   | Body    | Giannakis 30 |  | Luna Park Buenos Aires Rozhodčí: Jorge Morillo (ARG), Paolo Zanon (ITA) |

### O 7. místo
| 18. srpna 1990 13:00 | Zpráva | Austrálie                  | 98 – 94 | Argentina        |  | Luna Park Buenos Aires Rozhodčí: Félix Fares (URU), Carl Jungebrand (FIN) |
| 18. srpna 1990 13:00 | Zpráva | Skóre po poločasech: 56:40 |         |                  |  | Luna Park Buenos Aires Rozhodčí: Félix Fares (URU), Carl Jungebrand (FIN) |
| 18. srpna 1990 13:00 | Zpráva | Gaze 28                    | Body    | Maggi, Romano 20 |  | Luna Park Buenos Aires Rozhodčí: Félix Fares (URU), Carl Jungebrand (FIN) |

### O 9. – 16. místo

#### Skupina A
|    |             | ITA     | CAN    | ANG    | KOR     | V | P | Skóre   | B |
| 1. | Itálie      | ***     | 110:81 | 86:78  | 123:100 | 3 | 0 | 319:259 | 6 |
| 2. | Kanada      | 81:110  | ***    | 82:80  | 124:86  | 2 | 1 | 287:276 | 5 |
| 3. | Angola      | 78:86   | 80:82  | ***    | 104:93  | 1 | 2 | 262:261 | 4 |
| 4. | Jižní Korea | 100:123 | 86:124 | 93:104 | ***     | 0 | 3 | 279:351 | 3 |

#### Skupina B
|    |           | ESP     | VEN     | CHN    | EGY     | V | P | Skóre   | B |
| 1. | Španělsko | ***     | 122:102 | 130:86 | 107:73  | 3 | 0 | 359:261 | 6 |
| 2. | Venezuela | 102:122 | ***     | 100:96 | 103:101 | 2 | 1 | 305:319 | 5 |
| 3. | Čína      | 86:130  | 96:100  | ***    | 95:87   | 1 | 2 | 277:317 | 4 |
| 4. | Egypt     | 73:107  | 101:103 | 87:95  | ***     | 0 | 3 | 361:305 | 3 |

### O 9. - 12. místo
| 17. srpna 1990 13:00 | Zpráva | Španělsko                  | 84 – 75 | Kanada   |  | Estadio Polideportivo Ciudad de Salta “Delmi” Salta Počet diváků: 1 000 Rozhodčí: Michail Davidov (USSR), Aníbal García Arroyo (PUR) |
| 17. srpna 1990 13:00 | Zpráva | Skóre po poločasech: 47:37 |         |          |  | Estadio Polideportivo Ciudad de Salta “Delmi” Salta Počet diváků: 1 000 Rozhodčí: Michail Davidov (USSR), Aníbal García Arroyo (PUR) |
| 17. srpna 1990 13:00 | Zpráva | Jiménez 20                 | Body    | Simms 18 |  | Estadio Polideportivo Ciudad de Salta “Delmi” Salta Počet diváků: 1 000 Rozhodčí: Michail Davidov (USSR), Aníbal García Arroyo (PUR) |

| 17. srpna 1990 19:00 | Zpráva | Itálie                     | 108 – 100 | Venezuela |  | Estadio Polideportivo Ciudad de Salta “Delmi” Salta Rozhodčí: Danko Radić (YUG), Alberto García (ARG) |
| 17. srpna 1990 19:00 | Zpráva | Skóre po poločasech: 57:33 |           |           |  | Estadio Polideportivo Ciudad de Salta “Delmi” Salta Rozhodčí: Danko Radić (YUG), Alberto García (ARG) |
| 17. srpna 1990 19:00 | Zpráva | Riva 30                    | Body      | Estaba 23 |  | Estadio Polideportivo Ciudad de Salta “Delmi” Salta Rozhodčí: Danko Radić (YUG), Alberto García (ARG) |

### O 9. místo
| 19. srpna 1990 13:00 | Zpráva | Španělsko                  | 83 – 106 | Itálie  |  | Estadio Polideportivo Ciudad de Salta “Delmi” Salta Rozhodčí: Ed Hightower (USA), Alberto García (ARG) |
| 19. srpna 1990 13:00 | Zpráva | Skóre po poločasech: 39:50 |          |         |  | Estadio Polideportivo Ciudad de Salta “Delmi” Salta Rozhodčí: Ed Hightower (USA), Alberto García (ARG) |
| 19. srpna 1990 13:00 | Zpráva | Villacampa 22              | Body     | Riva 34 |  | Estadio Polideportivo Ciudad de Salta “Delmi” Salta Rozhodčí: Ed Hightower (USA), Alberto García (ARG) |

### O 11. místo
| 18. srpna 1990 13:00 | Zpráva | Kanada                     | 92 – 93 | Venezuela   |  | Estadio Polideportivo Ciudad de Salta “Delmi” Salta Rozhodčí: Ed Hightower (USA), António Soares de Campos (ANG) |
| 18. srpna 1990 13:00 | Zpráva | Skóre po poločasech: 48:44 |         |             |  | Estadio Polideportivo Ciudad de Salta “Delmi” Salta Rozhodčí: Ed Hightower (USA), António Soares de Campos (ANG) |
| 18. srpna 1990 13:00 | Zpráva | Pasquale 21                | Body    | Olivares 18 |  | Estadio Polideportivo Ciudad de Salta “Delmi” Salta Rozhodčí: Ed Hightower (USA), António Soares de Campos (ANG) |

### O 13. - 16. místo
| 17. srpna 1990 16:00 | Zpráva | Angola                     | 83 – 70 | Egypt      |  | Estadio Polideportivo Ciudad de Salta “Delmi” Salta Rozhodčí: Ed Hightower (USA), Cáo Căiníng (CHN) |
| 17. srpna 1990 16:00 | Zpráva | Skóre po poločasech: 55:36 |         |            |  | Estadio Polideportivo Ciudad de Salta “Delmi” Salta Rozhodčí: Ed Hightower (USA), Cáo Căiníng (CHN) |
| 17. srpna 1990 16:00 | Zpráva | Jean-Jacques 18            | Body    | Mahmoud 16 |  | Estadio Polideportivo Ciudad de Salta “Delmi” Salta Rozhodčí: Ed Hightower (USA), Cáo Căiníng (CHN) |

| 17. srpna 1990 22:00 | Zpráva | Čína                       | 122 – 100 | Jižní Korea     |  | Estadio Polideportivo Ciudad de Salta “Delmi” Salta Rozhodčí: António Soares de Campos (ANG), Rodrigo López (VEN) |
| 17. srpna 1990 22:00 | Zpráva | Skóre po poločasech: 63:52 |           |                 |  | Estadio Polideportivo Ciudad de Salta “Delmi” Salta Rozhodčí: António Soares de Campos (ANG), Rodrigo López (VEN) |
| 17. srpna 1990 22:00 | Zpráva | Zhāng Yŏngjūn 30           | Body      | Kim Hyun-jun 27 |  | Estadio Polideportivo Ciudad de Salta “Delmi” Salta Rozhodčí: António Soares de Campos (ANG), Rodrigo López (VEN) |

### O 13. místo
| 19. srpna 1990 11:00 | Zpráva | Čína                       | 96 – 112 | Angola          |  | Estadio Polideportivo Ciudad de Salta “Delmi” Salta Rozhodčí: Rodrigo López (VEN), Ayman el-Gohari (EGY) |
| 19. srpna 1990 11:00 | Zpráva | Skóre po poločasech: 43:58 |          |                 |  | Estadio Polideportivo Ciudad de Salta “Delmi” Salta Rozhodčí: Rodrigo López (VEN), Ayman el-Gohari (EGY) |
| 19. srpna 1990 11:00 | Zpráva | Zhāng Yŏngjūn 18           | Body     | Jean-Jacques 21 |  | Estadio Polideportivo Ciudad de Salta “Delmi” Salta Rozhodčí: Rodrigo López (VEN), Ayman el-Gohari (EGY) |

### O 15. místo
| 18. srpna 1990 15:00 | Zpráva | Jižní Korea                | 117 – 115 | Egypt      |  | Estadio Polideportivo Ciudad de Salta “Delmi” Salta Rozhodčí: Alberto García (ARG), Rodrigo López (VEN) |
| 18. srpna 1990 15:00 | Zpráva | Skóre po poločasech: 52:58 |           |            |  | Estadio Polideportivo Ciudad de Salta “Delmi” Salta Rozhodčí: Alberto García (ARG), Rodrigo López (VEN) |
| 18. srpna 1990 15:00 | Zpráva | Kim Hyun-jun 20            | Body      | Mahmoud 23 |  | Estadio Polideportivo Ciudad de Salta “Delmi” Salta Rozhodčí: Alberto García (ARG), Rodrigo López (VEN) |

## Soupisky
1.  Jugoslávie 
| - Dražen Petrović - Velimir Perasović - Zoran Čutura | - Toni Kukoč - Žarko Paspalj - Jure Zdovc | - Željko Obradović - Radisav Ćurčić - Vlade Divac | - Arijan Komazec - Zoran Jovanović - Zoran Savić |

- Trenér: Dušan Ivković

2.  SSSR 
| - Gundars Vētra - Tiit Sokk - Viktor Berežnoj | - Oleg Meleščenko - Andrej Lopatov - Valerij Tichoněnko | - Sergej Bazarevič - Aleksandr Volkov - Dmitrij Sucharev | - Valerij Koroljov - Alexandr Belostennyj - Igor Pinčuk |

- Trenér: Vladas Garastas

3.  USA 
| - Doug Smith - Mark Randall - Lee Mayberry | - Henry Williams - Chris Smith - Kenny Anderson | - Bryant Stith - Todd Day - Chris Gatling | - Christian Laettner - Billy Owens - Alonzo Mourning |

- Trenér: Mike Krzyzewski

4.  Portoriko 
| - José Rafael “Piculín” Ortiz Rijos - Federico “Fico” López Camacho - Raymond Gausse Santiago | - José Agosto Muriel - Jerome Alfred Mincy Clark - James Raymond Carter Gaudino | - Ángelo Cruz Rosario - Juan Ramón Rivas Contreras - Orlando “Pipo” Marrero Lorenzo | - Édgar Francisco de León Cruz - Francisco de León Cruz - George “Georgie” Torres Dougherty |

- Trenér: Raymond Dalmau Pérez.

5.  Brazílie 
| - Wilson Fernando Kuhn Minuci - Jorge Guerra “Guerrinha” - Gérson Victalino | - João José Vianna “Pipoka” - Rolando Ferreira Júnior - Ricardo Cardoso Guimarães “Cadum” | - Maury Ponikwar de Souza - Marcel Ramon Ponikwar de Souza - Luiz Felipe Faria de Azevedo | - Aristides Josuel dos Santos - Oscar Daniel Bezerra Schmidt - Israel Machado Campello Andrade |

- Trenér: Hélio Rubens Garcia.

6.  Řecko 
| - Georgios Gasparis - Kostas Patavoukas - Panajotis Jannakis | - Argyris Kabouris - David Stergakos - Dimitris Papadopoulos | - Nassos Galakteros - Vasilis Lypiridis - Liveris Andritsos | - Panagiotis Fassoulas - Memos Ioannou - Fanis Christodoulou |

- Trenér: Efthymis Kioumourtzoglou.

7.  Austrálie 
| - John Dorge - Mike McKay - Phil Smyth | - Larry Sengstock - Damian Keogh - David Graham | - Andrew Gaze - Tim Morrissey - Mark Bradtke | - Lucien “Luc” Longley - Andrew Vlahov - Ray Borner |

- Trenér: Adrian Hurley.

8.  Argentina 
| - Marcelo Lorenzo Richotti - Héctor Óscar “Pichi” Campana - Diego Mario Maggi | - Diego Marcelo Osella - Carlos Eduardo Romano - Marcelo Gustavo Milanesio | - Esteban Pablo de la Fuente - Miguel Alberto Cortijo - Sebastián Raúl Uranga | - Gabriel Roque Milovich - Julio Ariel Rodríguez - Rubén Ariel Scolari |

- Trenér: Carlos Eduardo Boismené.

9.  Itálie 
| - Alberto Rossini - Riccardo Pittis - Andrea Niccolai | - Sandro dell’Agnello - Giuseppe Bosa - Roberto Brunamonti | - Gustavo Tolotti - Francesco Vescovi - Antonello Riva | - Davide Pessina - Alberto Vianini - Davide Cantarello |

- Trenér: Sandro Gamba.

10.  Španělsko 
| - Jordi Villacampa Amorós - José Ángel “Pepe” Arcega Aperte - José Miguel Antúnez Melero | - Rafael Jofresa Prats - Andrés Jiménez Fernández - Fernando Romay Pereiro | - José Antonio Montero Botanch - Alberto Herreros Ros - Manel Bosch Bifet | - Ferrán Martínez Garriga - Enrique “Quique” Andreu Balbuena - Francisco Javier “Paco” Zapata Pelayo |

- Trenér: Antonio Díaz Miguel.

11.  Venezuela 
| - Víctor David Díaz Díaz - César Eduardo Portillo Brown - Armando Becker | - Nelson Abelardo Solórzano Aponte - Rostyn Eduardo González Ortega - Luis Jiménez Guevara | - Sam Shepherd - Carl Víctor Herrera Allen - José Echenique | - Gabriel Ramón Estaba García - Iván José Olivares Álvarez - Ángel Alexander “Alex” Nelcha Dubard |

- Trenér: Jesús Rafael Cordovés.

12.  Kanada 
| - John Jackson - Phil Ohl - Eli Pasquale | - Martin Keane - Gerald Kazanowski - Tony Simms | - Stu Granger - Dan Meagher - Jim Zoet | - Andrew Steinfeld - Dwight Walton - Rick Fox |

- Trenér: Ken Shields.

13.  Angola 
| - Ivo Jesus António e Alfredo - Aníbal de Jesus Moreira - Ângelo Monteiro dos Santos Victoriano | - António Rafael Víctor de Carvalho - Artur Casimiro Barros - Manuel Nazareth Costa de Sousa “Necas” | - Herlánder Fernandes Coimbra - Nelson Timóteo Alves Sardinha - David Bartolomeu Dias | - Paulo Jorge Morais Rebelo de Macedo - José Carlos Carvalho Ribeiro Guimarães - Jean-Jacques Nzadi da Conceição |

- Trenér: Victorino Silva Cunha.

14.  Čína 
| - Gōng Lŭmíng - Lĭ Chūnjiāng - Wáng Zhìdān | - Zhāng Bīn - Wáng Fēi - Sòng Lìgāng | - Zhāng Déguì - Sūn Fēngwŭ - Mă Jiàn | - Zhāng Yŏngjūn - Shān Tāo - Gŏng Xiăobīn |

- Trenér: Wáng Zhăngyŏu.

15.  Jižní Korea 
| - Lee Won-woo - Kang Dong-hee - Lee Chung-hee | - Jung Jae-keun - Pyo Pil-sang - Lee Min-hyung | - Kim Hyun-jun - Hur Jae - Kim Jin | - Choi Byung-sik - Kim Yoo-taek - Seo Dae-seong |

- Trenér: Chung Kwang-suk.

16.  Egypt 
| - Ahmed Ibrahim Aboulfetouh - Mahmoud Fawzi Abdel-Latif - Ashraf Mahmoud Sedqi | - Mohammed Sayed Soliman - Alain-Pierre Attallah - Amer Fouad Aboulkheir | - Ashraf Mohammed el-Kordi - Emad el-Din Mahmoud Ali - Hesham Shaaban Khalil | - Mohammed Abdel-Moteleb Soliman - Fathi Abdel-Aziz Ali - Sherif Nabil el-Sanadili |

- Trenér: Cal Luther.

## Konečné pořadí
| 11.              | Mistrovství světa 1990 | Z | V | P | Skóre   | B  |
| ---------------- | ---------------------- | - | - | - | ------- | -- |
| Zlatá medaile    | Jugoslávie             | 8 | 7 | 1 | 732:641 | 15 |
| Stříbrná medaile | SSSR                   | 8 | 6 | 2 | 724:665 | 14 |
| Bronzová medaile | USA                    | 8 | 6 | 2 | 804:710 | 14 |
| 4.               | Portoriko              | 8 | 6 | 2 | 697:663 | 14 |
| 5.               | Brazílie               | 8 | 4 | 4 | 802:778 | 12 |
| 6.               | Řecko                  | 8 | 4 | 4 | 718:687 | 12 |
| 7.               | Austrálie              | 8 | 4 | 4 | 707:690 | 12 |
| 8.               | Argentina              | 8 | 2 | 6 | 684:720 | 10 |
| 9.               | Itálie                 | 8 | 7 | 1 | 851:732 | 15 |
| 10.              | Španělsko              | 8 | 5 | 3 | 834:740 | 13 |
| 11.              | Venezuela              | 8 | 4 | 4 | 739:776 | 12 |
| 12.              | Kanada                 | 8 | 3 | 5 | 706:707 | 11 |
| 13.              | Angola                 | 8 | 3 | 5 | 688:680 | 11 |
| 14.              | Čína                   | 8 | 2 | 6 | 751:888 | 10 |
| 15.              | Jižní Korea            | 8 | 1 | 7 | 740:983 | 9  |
| 16.              | Egypt                  | 8 | 0 | 8 | 655:772 | 8  |